# 金字塔扁粒螺
金字塔扁粒螺（学名：[Euthymella pyramidalis] 错误：{{Lang}}：文本有斜体标记（帮助））为左錐螺科扁粒螺屬下的一个种。

## 扩展阅读
- 維基物種上的相關：金字塔扁粒螺